# Носів (Люблінське воєводство)
Носів (Носув, пол. Nosów) — село в Польщі, у гміні Лісна Більського повіту Люблінського воєводства. Населення — 344 особи (2011).

## Історія
1585 року вперше згадується православна церква в селі.
За даними етнографічної експедиції 1869—1870 років під керівництвом Павла Чубинського, у селі переважно проживали греко-католики, які розмовляли українською мовою.
У 1917—1918 роках у селі діяла українська школа.
У 1921 році село входило до складу гміни Вітулин Костянтинівського повіту Люблінського воєводства Польської Республіки.
За переписом населення Польщі 10 вересня 1921 року в селі налічувалося 70 будинків та 472 мешканці, з них:
- 231 чоловік та 241 жінка;
- 312 православних, 150 римо-католиків, 10 юдеїв;
- 173 українці, 298 поляків, 1 німець.

За німецької окупації під час Другої світової війни у селі діяла українська школа, учителем був Ігор Козицький, вбитий пізніше польськими підпільниками з Армії Крайової.
У 1975—1998 роках село належало до Білопідляського воєводства.

## Населення
Демографічна структура станом на 31 березня 2011 року:
|          | Загалом | Допрацездатний вік | Працездатний вік | Постпрацездатний вік |
| -------- | ------- | ------------------ | ---------------- | -------------------- |
| Чоловіки | 174     | 44                 | 119              | 11                   |
| Жінки    | 170     | 36                 | 90               | 44                   |
| Разом    | 344     | 80                 | 209              | 55                   |

## Віра

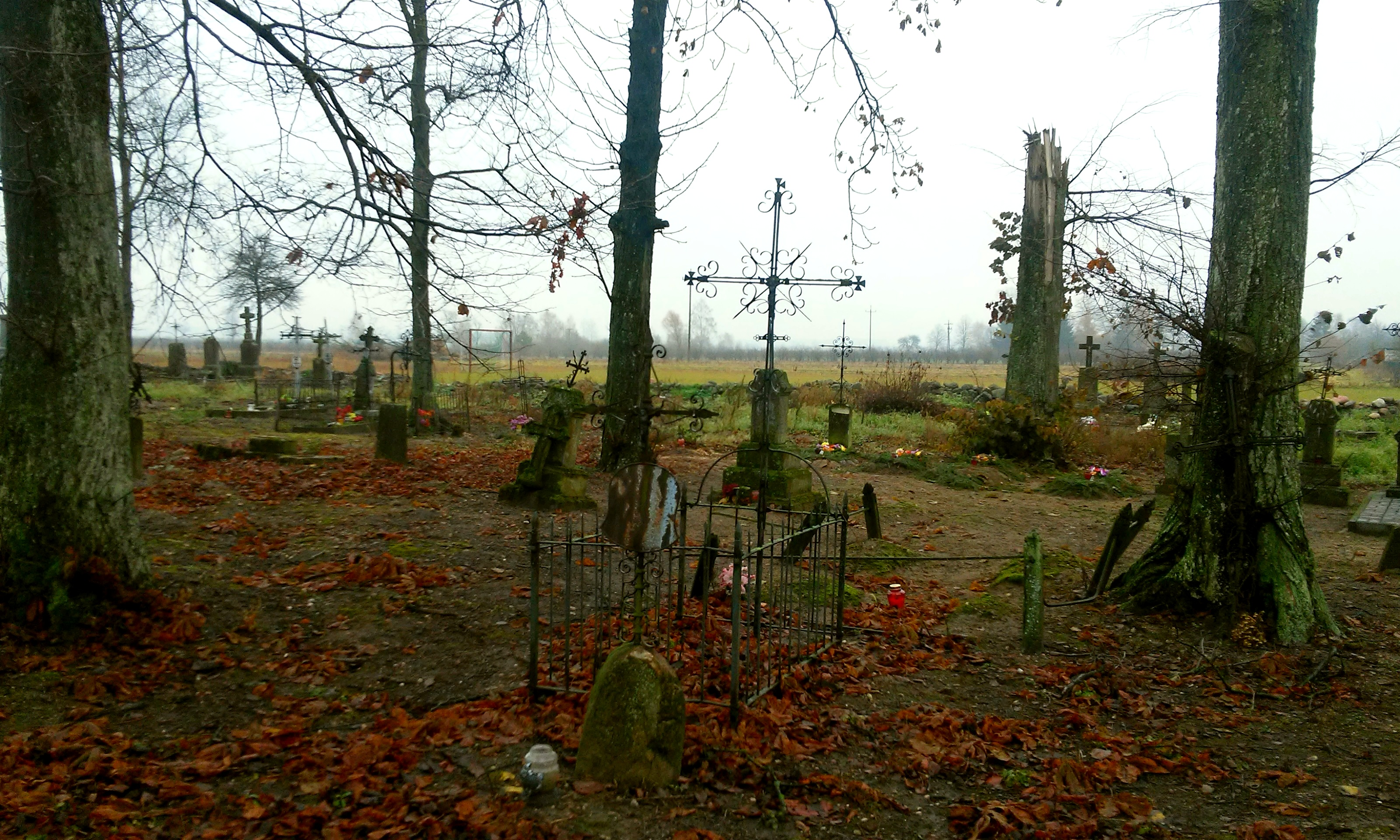
Православний цвинтар XIX–XX століть

У селі наявна мурована православна церква святого Архангела Михаїла, зведена 1870 року, поблизу якої міститься мурована дзвіниця 1862 року. Вперше православна церква в селі згадується 1585 року. 1872 року до місцевої греко-католицької парафії належало 1228 вірян. За звітом польської поліції у 1935 році православна парафія Носова налічувала 1500 вірян, з них 50 % мали провладні погляди, 40 % були симпатиками українського націоналізму. Православна парафія діє в селі і сьогодні.

## Особистості

### Народилися
- Платон (Артемюк) (1891—1951) — український священик, єпископ УАПЦ, громадський і просвітянський діяч.
- Євген Перфецький (1884/1888-1947) — український історик-славіст, професор.

## Галерея

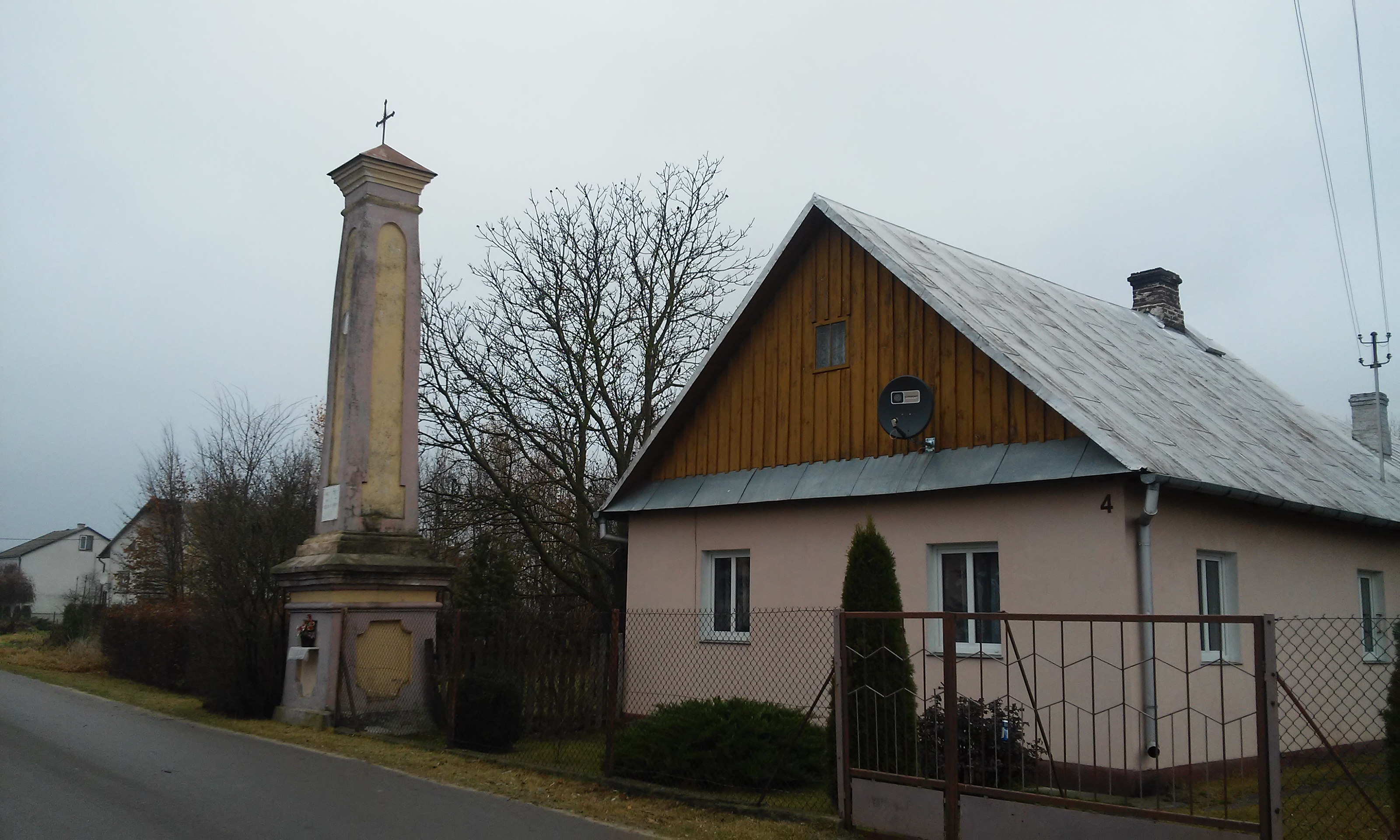
Обеліск 1925 року з образом Богородиці Ліснянскої
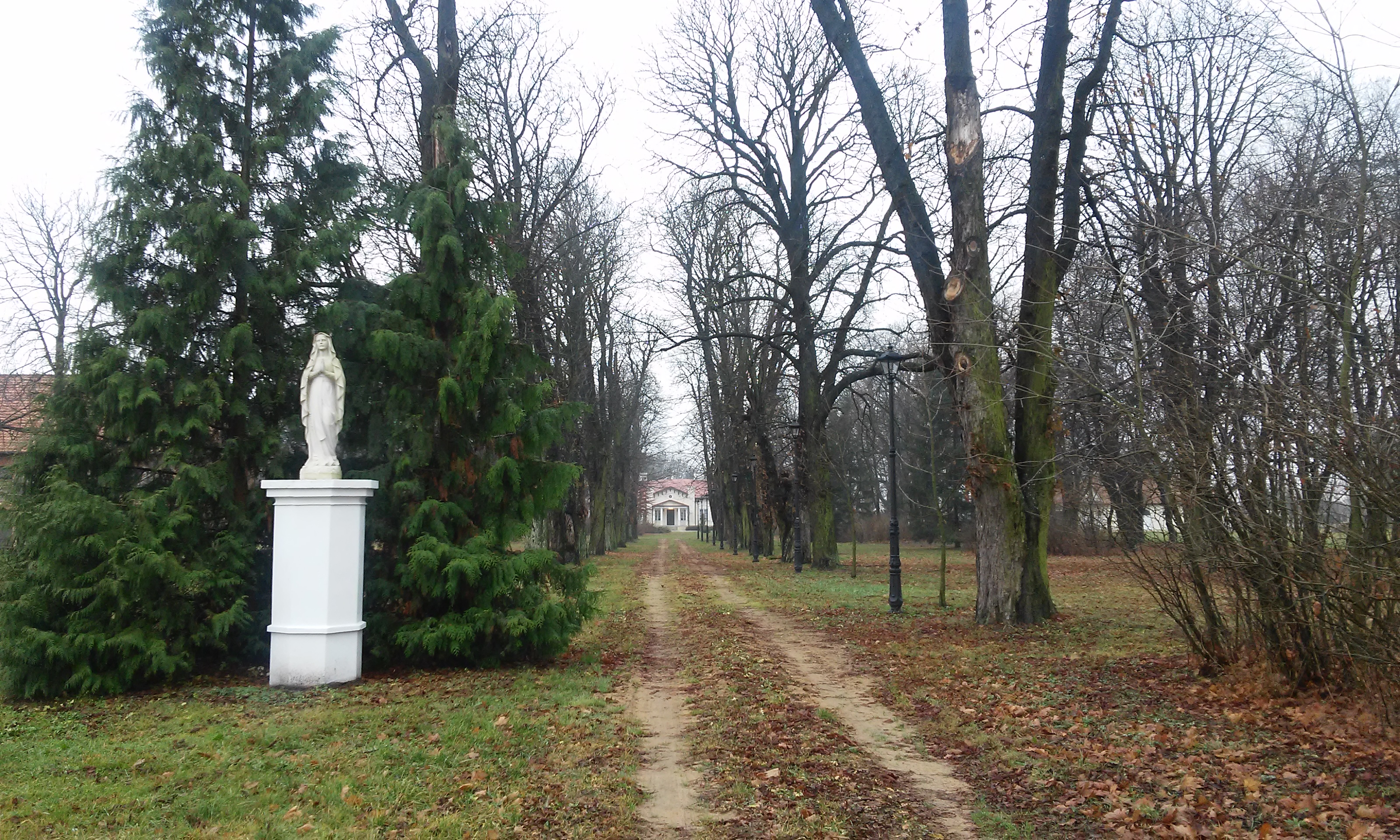
Каштель і каштельский парк
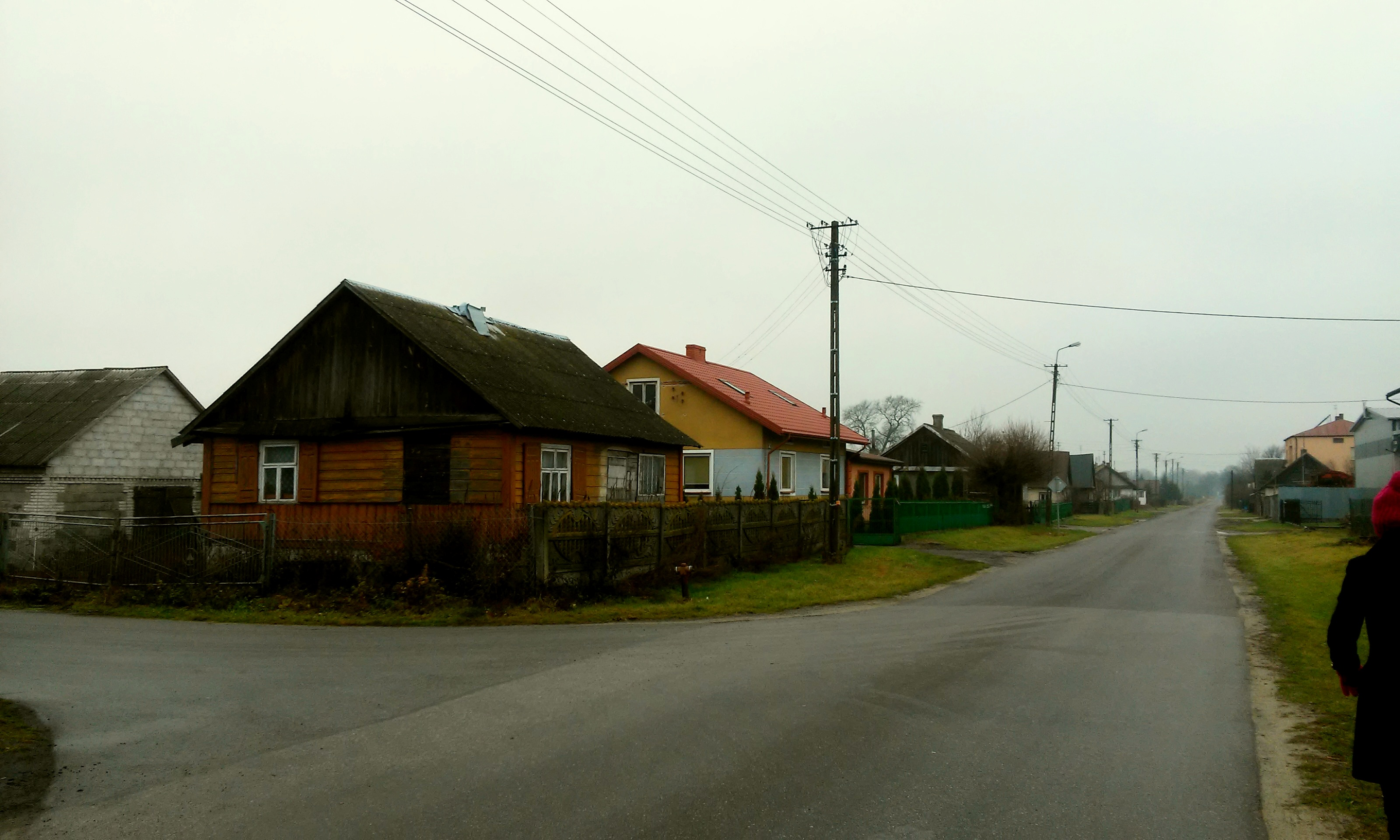
Вигляд на село
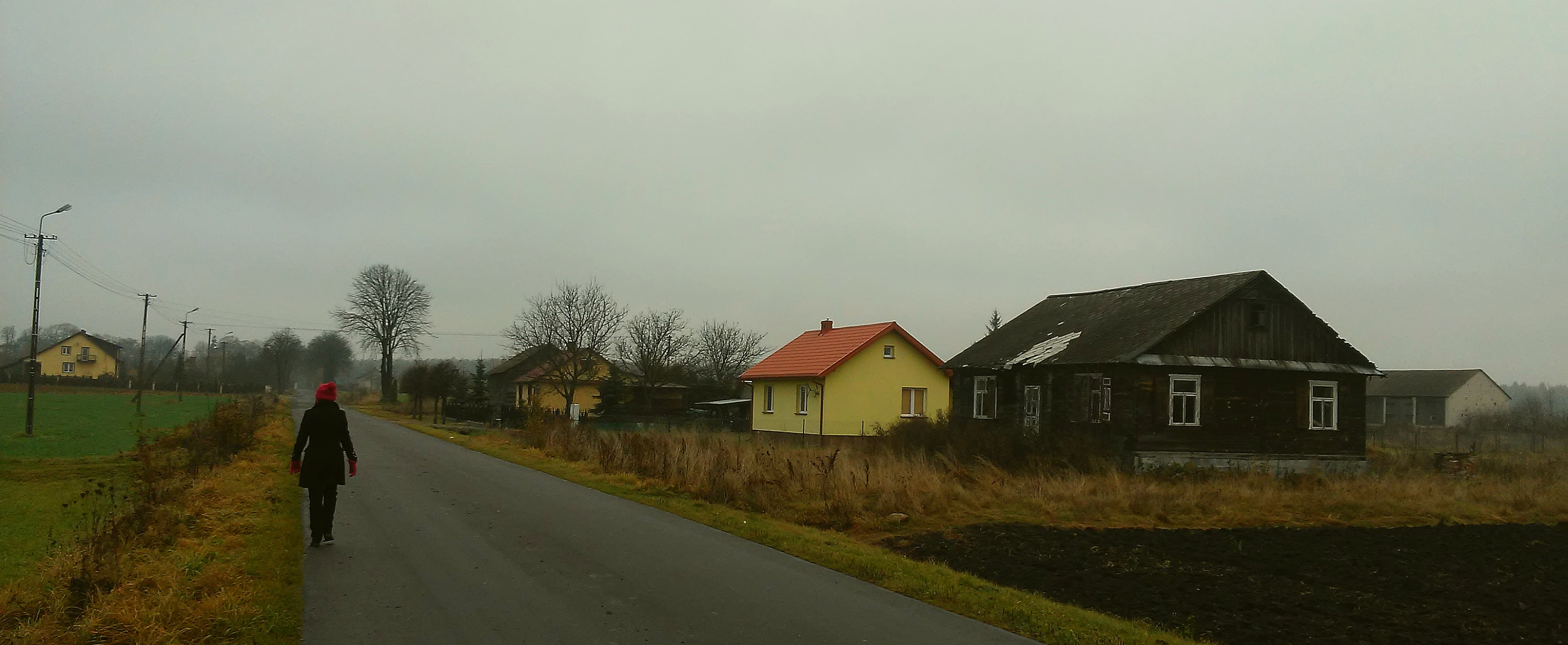
Центр села